# No Apologies
No Apologies es el cuarto álbum de estudio de la banda estadounidense Trapt. Fue publicado el 12 de octubre de 2010 por Eleven Seven Music.

## Lista de canciones
1. "Sound Off" – 3:28
2. "Drama Queen" – 3:39
3. "End of My Rope" – 4:00
4. "Get Up" – 3:18
5. "No Apologies" – 3:46
6. "Stranger in the Mirror" – 3:24
7. "Beautiful Scar" – 3:36
8. "Are You with Me" – 3:44
9. "The Wind" – 4:04
10. "Overloaded" – 3:50
11. "Storyteller" – 4:23
12. "Head Up High" – 3:37 (trapt.com bonus track)

## Posicionamiento en lista
| Lista (2010)                 | Posición |
| ---------------------------- | -------- |
| US Billboard 200             | 25       |
| Billboard Rock Albums        | 7        |
| Billboard Independent Albums | 4        |
| Billboard Alternative Albums | 5        |
| Billboard Hard Rock Albums   | 3        |

## Personal
- Chris Brown - voz principal
- Simon Ormandy - guitarra líder
- Pete Charell - guitarra baja
- Aaron 'Monty' Montgomery - tambores, percusión